# Siorapaluk

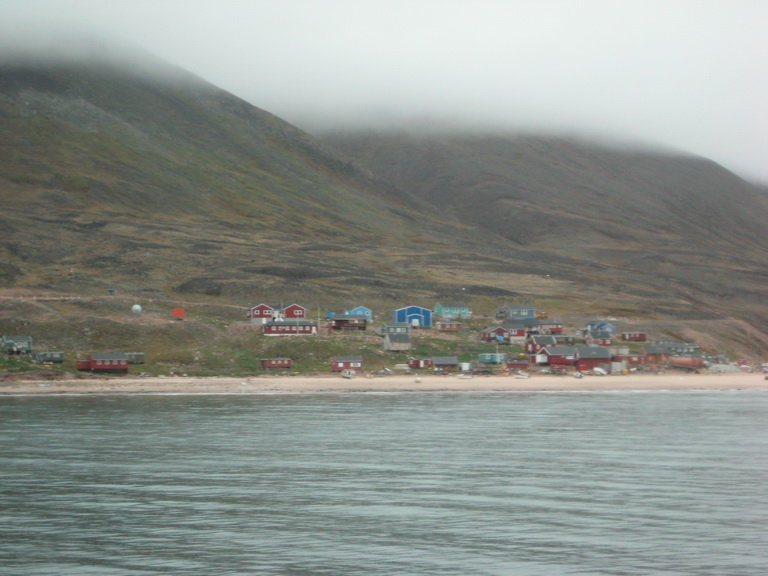
Playa de Siorapaluk.

Siorapaluk (Hiurapaluk en inuktun) es un poblado de la municipalidad de Qaanaaq, Groenlandia (Dinamarca) y uno de los asentamientos más septentrionales del mundo. Es considerado el segundo poblado “naturalmente habitado” más cercano al polo norte, (después de Ny-Ålesund) argumentando que los pocos poblados que lo superan en latitud están deshabitados, o son establecimientos militares o estaciones de investigación. Su población (enero de 2005) era de 87 personas. Su ubicación aproximada es de 77° 47′N, 70° 46′O. Los habitantes de Siorapaluk hablan inuktun (dialecto septentrional), así como también groenlandés estándar occidental.